# Giovanni, telegrafista
Giovanni, telegrafista è un brano musicale del 1967 di Enzo Jannacci.

## Descrizione
Giovanni, telegrafista è la traduzione della poesia João, o telegrafista, scritta alla fine degli anni Quaranta dal poeta Cassiano Ricardo, che Jannacci aveva trovato in un'antologia di poeti brasiliani curata da Ruggero Jacobbi, dopodiché la tradusse in italiano e la musicò.
Il protagonista della poesia e del brano è un impiegato addetto al telegrafo di una piccola stazione ferroviaria. L'impiegato ha l'ambizione di iniziare una relazione amorosa con Alba, una bella ragazza che Giovanni vede spesso nella sua stazione. D'improvviso Alba non si vede più alla stazione, così il povero impiegato cade in uno stato di malinconica angoscia. Il telegrafista legge tanti messaggi, contenenti notizie dei più disparati argomenti, finché casualmente apprende del «matrimonio di Alba con altro». 
Jannacci aggiunse la sua voce e un motivo assillante e monotono, quel «píri-pirí-pirí-pirí-ppíppi» del telegrafo, che ricorda Samba de uma nota só di Antônio Carlos Jobim, che trasformava il codice morse nell'equivalente sonoro della monomania amorosa. Il brano sta in equilibrio tra il patetico e il comico, fino al finale drammatico.